# Акатиево-Веретье
Акатиево-Веретье — упразднённая деревня в Великоустюгском районе Вологодской области России.

## География
Урочище находится в северо-восточной части области, в подзоне средней тайги, на левом берегу реки Куромши, на расстоянии примерно 40 километров (по прямой) к юго-востоку от города Великий Устюг, административного центра района.

### Климат
Климат характеризуется как умеренно континентальный, с холодной продолжительной зимой и умеренно тёплым летом. Среднегодовая температура воздуха — +1,5 °C. Средняя температура воздуха самого холодного месяца (января) — −13,8 °C (абсолютный минимум — −48 °С), средняя температура самого тёплого (июля) — +16,8 °С (абсолютный максимум — +38 °С). Годовое количество атмосферных осадков составляет около 673 мм, из которых около 445 мм выпадает в тёплый период. Снежный покров держится в течение 166 дней.

## История
В «Списке населенных мест Вологодской губернии по сведениям 1859 года» населённый пункт упомянут как деревня Акатьева Веретия Устюжского уезда, расположенная при речке Курошме, в 54 верстах от уездного города. В деревне имелся 1 двор и проживало 10 человек (5 мужчин и 5 женщин).
По данным 1914 года, в деревне проживало 27 человек (11 мужчин и 16 женщин). В административном отношении входила в состав Успенского сельского общества Усть-Алексеевской волости Велико-Устюгского уезда. Население было приписано к приходу храма Теплогорской Богородицкой мужской пустыни. Упразднена не позднее 1973 года.